# Tachina tahoensis
Tachina tahoensis là một loài ruồi trong họ Tachinidae.